# فرح‌آبادخیل
فرح‌آبادخیل، روستایی است از توابع بخش مرکزی شهرستان ساری در استان مازندران ایران.

## جمعیت
این روستا در دهستان مذکوره قرار داشته و براساس آخرین سرشماری مرکز آمار ایران که در سال ۱۳۸۵ صورت گرفته، جمعیت آن ۲۷۷نفر (۷۹خانوار) بوده‌است.